# Atangsanjaya
Atangsanjaya är en flygbas i Indonesien.   Den ligger i provinsen Jawa Barat, i den västra delen av landet, 40 km söder om huvudstaden Jakarta. Atangsanjaya ligger 174 meter över havet.
Terrängen runt Atangsanjaya är huvudsakligen platt, men söderut är den kuperad. Terrängen runt Atangsanjaya sluttar norrut.Runt Atangsanjaya är det mycket tätbefolkat, med 1 754 invånare per kvadratkilometer. Närmaste större samhälle är Depok, 17,4 km norr om Atangsanjaya. Omgivningarna runt Atangsanjaya är en mosaik av jordbruksmark och naturlig växtlighet.